# 천즈한 (유튜버)
천즈한(중국어 정체자: 陳之漢, 한자음: 진지한, 1979년 3월 12일 ~)은 대만의 남자 유튜버, 인터넷 유명인, 블로거, 오피니언 리더, 기업인, 적합 코치, 산다 무술가이다.